# Siegfried Rietschel
Siegfried Rietschel (* 18. Februar 1871 in Rüdigsdorf; † 20. September 1912 in Tübingen) war ein deutscher Rechtswissenschaftler und Professor an der Eberhard Karls Universität Tübingen.
Siegfried Rietschel war der Sohn des evangelischen Theologen Georg Rietschel. Er erwarb 1898 das Abitur und studierte danach in Marburg und Leipzig Geschichte und Rechtswissenschaft. 1893 bestand er in Leipzig die Erste Juristische Prüfung. 1893–1894 war er Einjährig-Freiwilliger. Bereits 1894 veröffentlichte er seine Dissertation Die Civitas auf deutschem Boden bis zum Ausgange der Karolingerzeit. Das Rechtsreferendariat am Amtsgericht Leipzig brach er 1895 ab. 1897 folgte die Veröffentlichung seiner Habilitationsschrift Markt und Stadt in ihrem rechtlichen Verhältnis : ein Beitrag zur Geschichte der deutschen Stadtverfassung, mit der er an der Universität Halle die Lehrbefähigung für Rechtsphilosophie, Strafrecht und Strafprozess erlangte. 1899 wurde er außerordentlicher Professor, 1900 dann ordentlicher Professor für deutsches und bürgerliches Recht sowie Rechtsgeschichte. 1903, also deutlich vor der Einführung des Kunsturhebergesetzes, veröffentlichte Rietschel die 55-seitige Schrift Das Recht am eigenen Bilde. Rietschel starb 41-jährig in Tübingen. Sein Sohn Peter Rietschel wurde Zoologe.

## Veröffentlichungen
- Die Civitas auf deutschem Boden bis zum Ausgange der Karolingerzeit. Ein Beitrag zur Geschichte der deutschen Stadt. Veit, Leipzig 1894 (= Dissertation Universität Leipzig).
- Markt und Stadt in ihrem rechtlichen Verhältnis. Ein Beitrag zur Geschichte der deutschen Stadtverfassung. Veit, Leipzig 1897 (Nachdruck: Scientia, Aalen 1965).
- Das Recht am eigenen Bilde. Mohr, Tübingen 1903.
- Das Burggrafenamt und die hohe Gerichtsbarkeit in den deutschen Bischofsstädten während des früheren Mittelalters (= Untersuchungen zur Geschichte der deutschen Stadtverfassung, Bd. 1). Veit. Leipzig 1905 (Nachdruck: Scientia, Aalen 1965).
- Die germanische Tausendschaft. In: Zeitschrift der Savigny-Stiftung für Rechtsgeschichte. Germ. Abt. Bd. 27 (1906), S. 235–252.
- Die skandinavische und angelsächsische Hundertschaft (= Untersuchungen zur Geschichte der germanischen Hundertschaft, Bd. 1). Böhlau, Weimar 1907.
- Das Volksrecht der Friesen. In: Paul Oertmann (Hrsg.): Festschrift Otto Gierke zum siebzigsten Geburtstag. Böhlau, Weimar 1911, S. 223–244.
- Die ältere Ummauerung der Stadt Nürnberg. In: Deutsche Geschichtsblätter, Bd. 12 (1911), H. 8, S. 201–214.